# UFC on ESPN: Blaydes vs. Volkov
UFC on ESPN: Blaydes vs. Volkov (también conocido como UFC on ESPN 11 y UFC Vegas 3) fue un evento de artes marciales mixtas producido por Ultimate Fighting Championship que tuvo lugar el 20 de junio de 2020 en las instalaciones del UFC Apex en Enterprise, Nevada, parte del área metropolitana de Las Vegas, Estados Unidos.

## Antecedentes
El evento estaba previsto inicialmente en el SaskTel Centre de Saskatoon, Saskatchewan, Canadá. Debido a la pandemia de COVID-19, el presidente de la UFC, Dana White, anunció el 9 de abril que, a partir de UFC 249, todos los eventos futuros se posponían indefinidamente. El evento habría marcado la segunda visita de la promoción a Saskatoon, después de UFC Fight Night: Holloway vs. Oliveira en agosto de 2015. El 21 de mayo, la UFC anunció la cancelación del evento en Canadá.
El combate de peso pesado entre Curtis Blaydes y el exCampeón de Peso Pesado de Bellator, Alexander Volkov, fue el plato fuerte del evento.
Anteriormente se esperaba un combate de peso wélter entre el exCampeón de Peso Wélter de Bellator, Lyman Good y Belal Muhammad en UFC 205 en noviembre de 2016, pero Good fue retirado de ese evento después de ser notificado por la Agencia antidopaje de Estados Unidos (USADA) debido a una posible violación antidopaje derivada de una prueba de drogas fuera de la competición. El enfrentamiento fue reservado una vez más para el UFC 249 en abril de 2020, pero Good se retiró debido a que dio positivo por COVID-19, siendo el primer luchador en reconocer públicamente el hecho. Al final se enfrentaron en este evento.
Se esperaba que Joe Solecki se enfrentara a Austin Hubbard en el evento. Sin embargo, Solecki fue retirado del combate el 13 de junio por razones no reveladas. Fue sustituido por el recién llegado Max Rohskopf.
Estaba previsto que Matt Frevola se enfrentara a Frank Camacho en el evento. Sin embargo, Frevola fue retirado del combate durante la semana previa al evento después de que su compañero de equipo y esquinero, Billy Quarantillo, diera positivo por COVID-19. A pesar de dos pruebas negativas, Frevola fue retirado del combate por precaución. El recién llegado, Justin Jaynes, fue designado como sustituto para enfrentarse a Camacho.
En el pesaje, Frank Camacho pesó 158 libras, dos libras por encima del límite de la división de peso ligero. El combate se desarrolló en un peso acordado y Camacho fue multado con el 20% de su pago, que fue a parar a su oponente Justin Jaynes.

## Resultados
1. ↑  Originalmente una victoria por TKO (puñetazos) para Barriault; anulada después de que diera positivo por ostarina.

## Premios de bonificación
Los siguientes peleadores recibieron bonificaciones de $50000 dólares.
- Pelea de la Noche: Josh Emmett vs. Shane Burgos
- Actuación de la Noche:  Jim Miller y Justin Jaynes

## Pagos reportados
La siguiente es la remuneración reportada a los luchadores según la Comisión Atlética del Estado de Nevada (NSAC). No incluye el dinero de los patrocinadores y tampoco incluye las tradicionales bonificaciones de la UFC por "noche de pelea". El pago total revelado para el evento fue de $1,655,000 dólares.
- Curtis Blaydes: $180,000 dólares (incluye $90000 dólares de bonificación por la victoria) derr. Alexander Volkov: $80000 dólares
- Josh Emmett: $152,000 dólares (incluye $76000 dólares de bonificación por la victoria) derr. Shane Burgos: $75000 dólares
- Raquel Pennington: $126,000 dólares (incluye $63000 dólares de bonificación por la victoria) derr. Marion Reneau: $38000 dólares
- Belal Muhammad: $100,000 dólares (incluye $50000 dólares de bonificación por la victoria) derr. Lyman Good: $28000 dólares
- Jim Miller: $208,000 dólares (incluye $104,000 dólares de bonificación por la victoria) derr. Roosevelt Roberts: $25000 dólares
- Bobby Green: $72000 dólares (incluye $36000 dólares de bonificación por la victoria) derr. Clay Guida: $73000 dólares
- Tecia Torres: $96000 dólares (incluye $48000 dólares de bonificación por la victoria) derr. Brianna Van Buren: $14000 dólares
- Marc-André Barriault: $28000 dólares (incluye $14000 dólares de bonificación por la victoria) derr. Oskar Piechota: $20000 dólares
- Gillian Robertson: $50000 dólares (incluye $25000 dólares de bonificación por la victoria) derr. Cortney Casey: $53000 dólares
- Justin Jaynes: $29000 dólares (incluye $12000 dólares de bonificación por la victoria) derr. Frank Camacho: $20000 dólares ^
- Lauren Murphy: $76000 dólares (incluye $38000 dólares de bonificación por la victoria) derr. Roxanne Modafferi: $50,000
- Austin Hubbard: $50000 dólares (incluye $25000 dólares de bonificación por la victoria) derr. Max Rohskopf: $12000 dólares

^ Camacho ($5000 dólares) fue multado con el 20% de su bolsa por no alcanzar el límite de peso requerido para su pelea. Ese dinero fue entregado a su oponente, según confirmó un funcionario de la NSAC.

## Consecuencias
El 5 de agosto, se anunció que la NSAC emitió una suspensión temporal para Marc-André Barriault, después de que diera positivo por ostarina en su prueba de drogas asociada al evento. La suspensión se mantendría hasta una audiencia disciplinaria completa en la próxima reunión de la NSAC, que se espera que tenga lugar en septiembre. Cuatro meses más tarde, Barriault fue suspendido oficialmente durante nueve meses con carácter retroactivo a la fecha del combate, cuyo resultado fue anulado y convertido en no contestado debido a la infracción. Se le impuso una multa de $2100 dólares y, antes de que se le vuelva a conceder la licencia en Las Vegas, Barriault también tendrá que pagar una tasa de procesamiento de $254.38 dólares.